# 五所川原東インターチェンジ
五所川原東インターチェンジ（ごしょがわらひがしインターチェンジ）は、青森県五所川原市福山にある津軽自動車道（国道101号浪岡五所川原道路）のインターチェンジである。

## 歴史
- 2002年（平成14年）11月25日 青森市浪岡の徳才子交差点（現・高速道入口交差点） - 五所川原東IC開通に伴い供用
- 2007年（平成19年）12月14日 五所川原東IC - 五所川原北IC開通に伴い、市街地・中泊町方面の通行が可能になる

## 道路

### 本線
- E64 津軽自動車道

### 接続する道路
- 直接接続
  - 国道101号
- 間接接続
  - 青森県道156号福山五所川原線（国道101号経由）

## 料金所
無料区間のため、設置されていない。

## 周辺
- ごしょつがる農業協同組合（本店・りんごセンター・まるっと新鮮館）
- 北都観光

## 隣
E64 津軽自動車道（浪岡五所川原道路）
高速道入口交差点 - 五所川原東IC - 五所川原IC

## 形状
ランプウェイはトランペット型である。